# York (Haut-Canada)
27 août 1793 – 6 mars 1834
Entités suivantes :
- Toronto

York était une ville qui a précédé l'ancienne ville de Toronto (1834–1998). Elle a été fondée en 1793 par le lieutenant-gouverneur John Graves Simcoe comme emplacement « temporaire » pour la capitale du Haut-Canada, pendant qu'il préparait des plans pour construire une capitale près de l'actuelle London, en Ontario. Simcoe renomma le lieu York en l'honneur du prince Frédéric, duc d'York et d'Albany, deuxième fils de George III. Simcoe abandonna son projet de construire une capitale à London, et York devint la capitale permanente du Haut-Canada le 1er février 1796. Cette année-là, Simcoe retourna en Grande-Bretagne et fut temporairement remplacé par Peter Russell.
Le site d'origine était constitué d'un ensemble compact de dix pâtés de maisons près de l'embouchure de la rivière Don et une garnison a été établie au niveau du chenal menant au port de Toronto. Des bâtiments gouvernementaux et un tribunal ont été construits. La rue Yonge a été tracée, reliant York à la rivière Holland au nord. À l'est, la route Kingston (en) a été tracée jusqu'à l'embouchure de la rivière Trent. En 1797, le site de la ville fut agrandi vers l'ouest pour permettre la construction de bâtiments publics et plus généralement, son expansion. Un marché public a été inauguré en 1803 dans le nouveau quartier. Il est toujours en activité aujourd'hui sous le nom de Marché Saint-Laurent.
La colonie fut attaquée par les troupes américaines pendant la guerre de 1812. Alors que la garnison britannique se retirait, elle fit exploser sa poudrière, infligeant de nombreuses pertes aux forces américaines qui attaquaient. Ces forces procédèrent au pillage et à la destruction de la ville. Les Américains victorieux choisirent de ne pas occuper la ville et les Britanniques revinrent plus tard sans conflit. Un an plus tard, une attaque de représailles a été menée contre Washington, DC, la capitale américaine. Après la fin de la guerre, la ville a continué à croître et s'est étendue vers l'ouest, laissant le site d'origine de la ville, un endroit moins désirable, quelque peu sous-développé. Un nouveau bâtiment du parlement a été érigé, près de l'emplacement d'origine, mais celui-ci a brûlé et un nouveau bâtiment a été construit sur les nouvelles terres à l'ouest.
Un fort permanent, Fort York, fut construit sur le site de la garnison. La rue Dundas (en) a été tracée pour relier York aux villes de l'ouest. Dans les années 1820, la ville a connu une vague d'immigration, passant de 1 000 habitants à plus de 9 000 en 1834, quand elle a été constituée en ville de Toronto en 1834. Durant son existence, la ville n'avait pas de gouvernement propre ; elle était gouvernée par la province du Haut-Canada, par un mélange de fonctionnaires élus et d'une aristocratie connue sous le nom de Family Compact qui contrôlait le gouvernement. Cela a conduit à un conflit politique permanent à partir de 1830, qui allait plus tard mener à la rébellion du Haut-Canada de 1837.

## Histoire
Lorsque les Européens arrivèrent pour la première fois sur le site de York, les environs étaient habités par la tribu iroquoienne Seneca (des Cinq Nations iroquoises de l'État de New York), qui avait alors déplacé les tribus Wyandot (Hurons) qui occupaient la région depuis des siècles avant 1600. En 1701, les villages iroquoiens qui avaient été établis le long de la rive nord du lac Ontario au cours du XVIe siècle avaient été abandonnés. Les Mississaugas algonquins s'installèrent alors dans la région de York, créèrent des alliances avec les anciens résidents iroquois et établirent leurs propres colonies, dont une près de l'ancien village Seneca de Teiaiagon sur la rivière Humber.
Le nom Toronto est d'origine autochtone. Le sentier Toronto Carrying-Place, une route de portage reliant le lac Ontario au lac Huron et passant par ce point, a favorisé son utilisation. Le mot « toronto », qui signifie « abondance », apparaît dans un lexique français de la langue huronne en 1632 et figure sur des cartes françaises désignant divers lieux, dont la baie Georgienne, le lac Simcoe et plusieurs rivières. En mohawk, le mot tkaronto signifiait « lieu où les arbres se dressent dans l'eau ». Il désigne l'extrémité nord de l'actuel lac Simcoe, où les Hurons et les habitants précédents avaient planté de jeunes arbres pour capturer les poissons.
Le rivage était probablement sablonneux et descendait en partie jusqu'au lac Ontario (voir Géographie de Toronto (en)). Le rivage d'origine suivait la rue Front (en) actuelle. Tout ce qui se trouve aujourd'hui au sud de la rue Front est le résultat de remblayages. Les îles de Toronto étaient encore reliées au continent. Le territoire était boisé, avec des marais dans ce qui est aujourd'hui la baie d'Ashbridge (en) et l'embouchure naturelle de la rivière Don (le  chenal Keating (en) n'existait pas encore). Outre le lac Ontario, d'autres voies navigables pénétraient dans la vieille ville, notamment la rivière Don et plusieurs autres petits ruisseaux, comme le ruisseau Garrison (en), le ruisseau Russell (en) et le ruisseau Taddle (en).

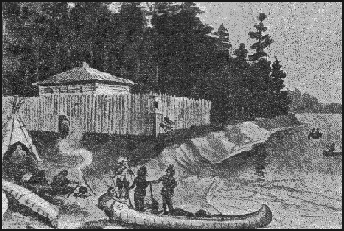
Dessin du Fort Rouillé, un poste de traite français, vers 1750.

Entre 1710 et 1750, des commerçants français établirent deux postes de traite sur la rivière Humber : le fort Douville et le fort Toronto (ou Portneuf) . Le succès du fort Toronto incita les Français à construire le fort Rouillé sur l'actuel parc des expositions en 1750. Ce poste ne dura que jusqu'en 1759, abandonné après la chute du fort Niagara, lorsque les Français se retirèrent à Montréal. Les Britanniques arrivèrent l'année suivante avec une armée pour sécuriser l'emplacement. Après le traité de Paris de 1763, les Britanniques revendiquèrent toute la Nouvelle-France et étendirent la province de Québec jusqu'à l'actuel Ontario.
Après la guerre d'indépendance américaine, la région a connu un afflux de colons britanniques avec l'arrivée massive des Loyalistes de l'Empire-Uni au nord du lac Ontario, les Britanniques offrant des terres gratuites à beaucoup d'entre eux. Alors que des plans étaient en cours d'élaboration pour créer la nouvelle province du Haut-Canada, le gouverneur général de l'Amérique du Nord britannique, Lord Dorchester, a choisi la région au nord de la baie de Toronto pour y établir sa nouvelle capitale. Dorchester a organisé l'achat de Toronto avec les Mississaugas de New Credit (en), s'assurant ainsi plus de 250 000 acres (1 000 km²) de terres. L'achat a été contesté en 1788, et un nouvel accord a été conclu en 1805, mais le règlement final de l'achat n'interviendrait que 200 ans plus tard, en 2010, pour un total de 145 millions de dollars canadiens.

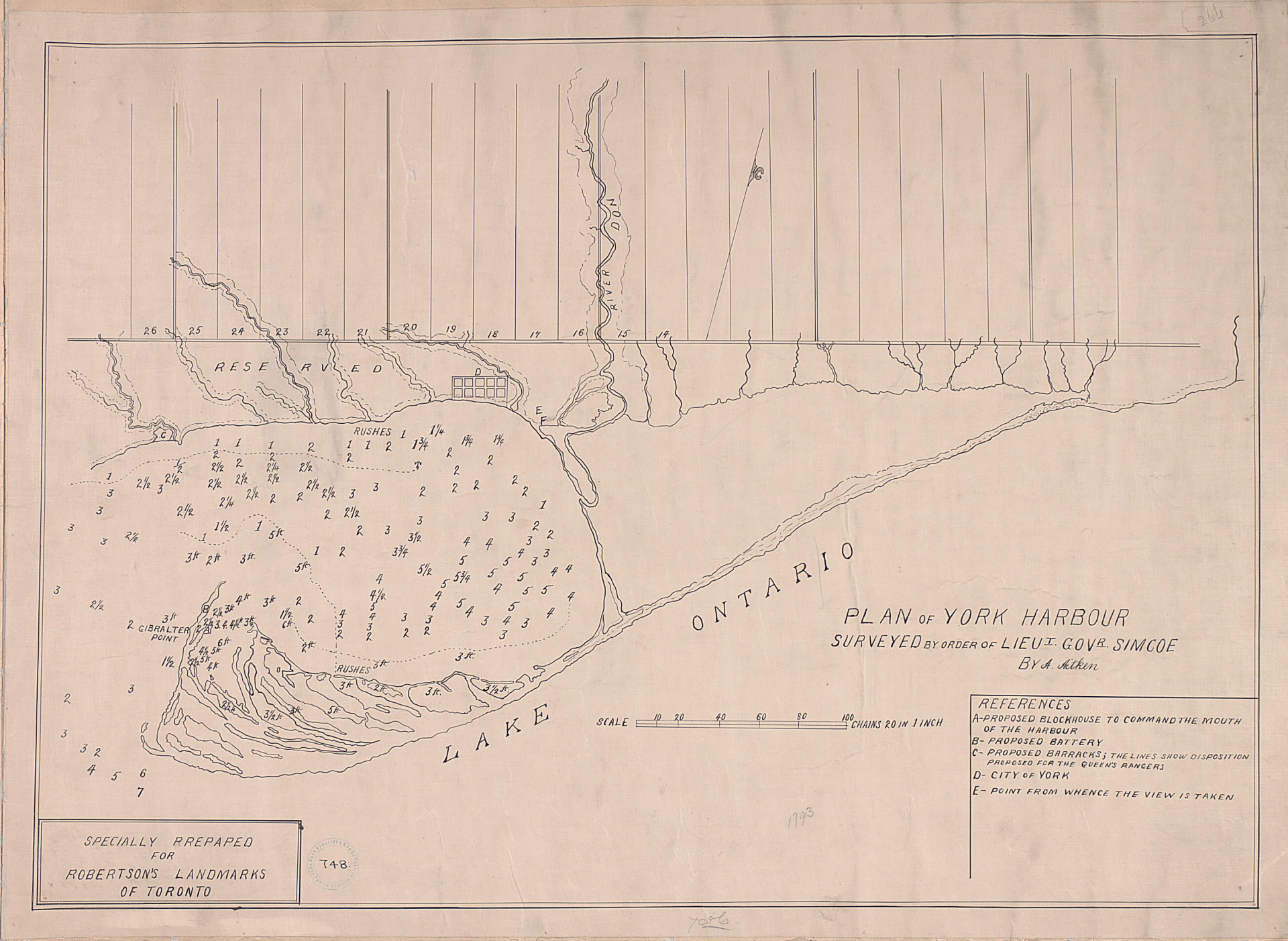
Une carte détaillant le plan du port de York en 1793 Sur la carte, Fort York est indiqué par un C, alors que la colonie est marquée d'un D.

En 1791, le Haut-Canada fut fondé, avec Newark (Niagara-on-the-Lake) comme première capitale. Le premier lieutenant-gouverneur, John Graves Simcoe, arriva en 1792 et visita pour la première fois le site de l'achat de Toronto en mai 1793. Impressionné par le site et le port, il déplaça la capitale à Toronto, temporairement, pendant qu'il travaillait sur les plans de construction d'une capitale près de London, en Ontario. Simcoe rebaptisa le site urbain York, rejetant le nom autochtone. Le nom de York fut choisi pour plaire au roi George, en hommage au duc d'York, son fils. Simcoe fonda York le 27 août 1793,.
Simcoe et sa famille s'y installèrent en juillet 1793. Ils découvrirent un lieu isolé et sauvage, avec une forêt dense jusqu'au rivage. Quelques familles de Mississaugas y résidaient seules, ainsi que d'« immenses volées d'oiseaux ». Ils vivaient dans une tente qui avait appartenu au capitaine James Cook, l'explorateur, au pied de l'actuelle rue Bathurst. Ce serait la capitale temporaire jusqu'en 1796, date à laquelle Simcoe abandonna son projet de faire de London la capitale. Le premier parlement de la nouvelle capitale se réunit en juin 1797, après le retour de Simcoe en Angleterre et la nomination de Peter Russell à l'administration du Haut-Canada.

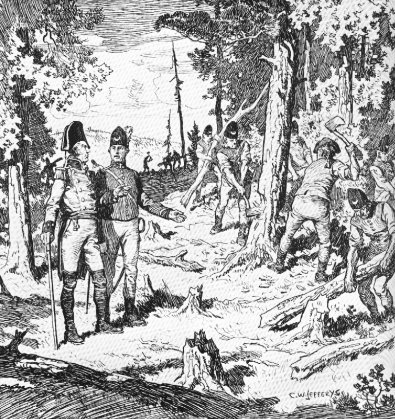
Représentation des Queen's Rangers of York défrichant pendant la construction de la rue Yonge, 1795.

Le site avait été arpenté pour la première fois en 1788, mais Simcoe élabora un nouveau plan d'urbanisme. La ville de York était initialement divisée en dix pâtés de maisons, entre les actuelles rues Adelaide et Front (cette dernière longeant le rivage). La première église (la cathédrale Saint-Jacques de Toronto), l'hôtel de ville et le quai (nommé St Lawrence d'après le fleuve) se trouvaient à l'ouest, tandis que les premiers édifices du Parlement, un fortin et un moulin à vent se trouvaient à l'est. Le ruisseau Taddle (en) se trouvait à l'est, la rivière Don et ses zones humides plus à l'est. Deux rues principales furent tracées : la rue Lot (aujourd'hui la rue Queen) et la rue Yonge, qui s'étendait jusqu'à la rivière Holland au nord. En 1797, une garnison fut établie à l'est de l'actuelle rue Bathurst (en), sur la rive est du ruisseau Garrison.
En août 1796, Charles McCuen, soldat des Queen's Rangers, assassina Wabakinine (en), chef mississauga et l'un des signataires de l'Achat de Toronto, sur le front de mer. Le meurtre de Wabakinine et de sa femme menaça de compromettre la paix entre les Britanniques et les Mississaugas. Déjà frustrés par les promesses non tenues de l'Achat de Toronto, les Mississaugas envisagèrent une contre-attaque, soit sur la capitale elle-même, soit sur les fermes des pionniers avoisinants. Les autorités de York poursuivirent McCuen pour meurtre, mais il fut finalement acquitté faute de preuves. Un soulèvement fut évité grâce aux efforts de Joseph Brant, interprète, guide et diplomate autochtone.
Toutes les terres situées au sud de Lot Street étaient réservées par le gouvernement à l'expansion de la ville ou du fort, sous le nom de « Commons ». Au nord de Lot Street se trouvaient les « Liberties », le futur canton rural de York. Il était divisé en vastes « parcs » où l'élite fortunée de la ville construisait ses domaines, comme « la Grange » et « Moss Park ». Avec le temps, certains de ces domaines furent subdivisés, comme le domaine familial Macaulay, entre Yonge Street et Osgoode Hall (aujourd'hui l'hôtel de ville de Toronto), qui devint un quartier ouvrier connu sous le nom de Macaulaytown. Le site d'origine de la ville est aujourd'hui connu sous le nom de « Old Town (en) ».
Le 1er juin 1807, à l'angle sud-est des rues King et George, un prêtre nommé Dr G. Okill Stuart ouvrit la Home District School, première école publique de York. L'école, qui enseignait aux garçons et aux filles, était située dans un petit bâtiment en pierre à côté de sa maison. Les cours du Dr Stuart étaient « étranges, marqués par des exclamations inattendues, des voix basses et de longues fermetures des yeux ». La même année, la première maison en briques de York fut construite : la maison et le magasin de Quetton St. George, à l'angle des rues King et Frederick. St. George importait les briques de l'État de New York.

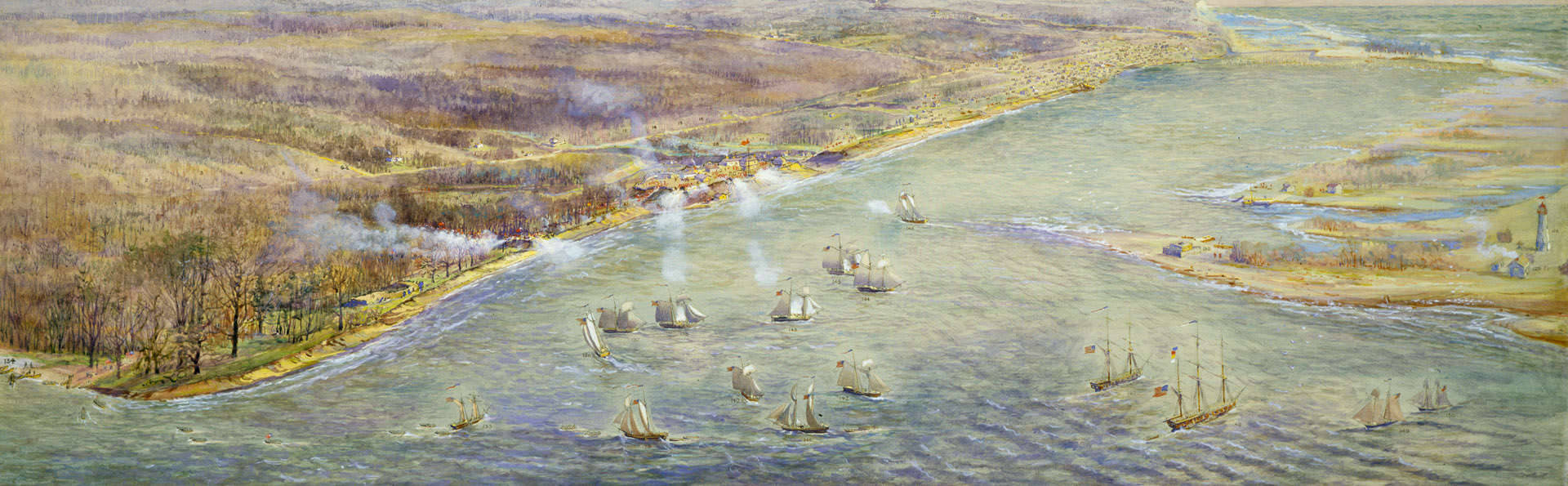
Une présentation de la bataille de York en avril 1813. La bataille vit une force américaine soutenue par une flottille navale débarquer sur la rive du lac à l'ouest et avancer contre York.

La bataille de York eut lieu le 27 avril 1813. Une force américaine, appuyée par une escadre composée d'une corvette, d'un brick et de douze goélettes, débarqua sur la rive du lac, à l'ouest de la garnison, vainquant les Britanniques et s'emparant du fort, de la ville et du chantier naval. Les Américains subirent de lourdes pertes, dont le brigadier-général Zebulon Pike qui dirigeait les troupes, lorsque les Britanniques en retraite firent sauter le dépôt de munitions du fort. Les forces américaines perpétrèrent plusieurs incendies et pillages dans la ville avant de se replier. Bien que les Américains remportèrent une victoire nette, celle-ci ne se solda pas par des résultats stratégiques décisifs, York étant un objectif militaire moins important que Kingston, où étaient basés les navires britanniques armés sur le lac Ontario.

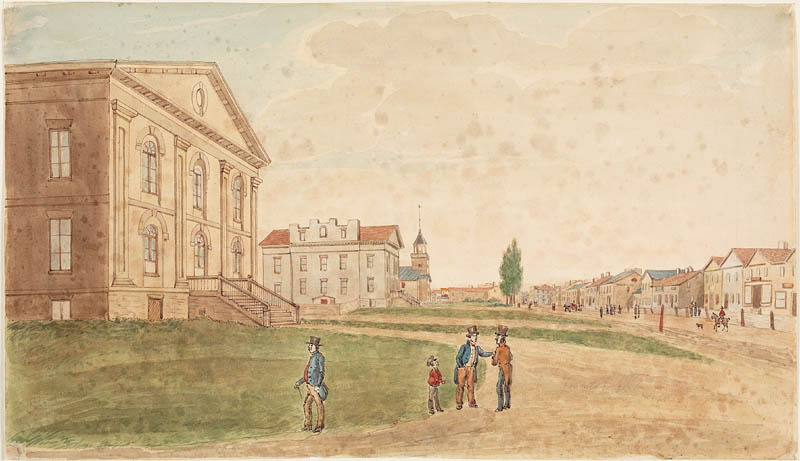
Vue de King Street, vers 1829. Le tribunal de la colonie, sa prison et The settlement's courthouse, jail, et l'église Saint-Jacques de Toronto sont visibles à la gauche de King Street.

La ville de York ne remplit pas les petits îlots d'origine, mais se développa vers l'ouest ; la zone à l'ouest de la rue Peter avait été annexée en 1797 sur ordre de la province. Le réseau urbain fut étendu vers l'ouest et des parcelles de terrain près des rues New (Jarvis) et Church furent réservées à la construction de bâtiments publics. Le marché Saint-Laurent, la cathédrale Saint-James, le palais de justice et la prison de King Street furent construits sur les réserves publiques. La ville fut également étendue à l'est le long de la rue King (qui faisait alors partie de Kingston Road) jusqu'à la rivière Don. À cet endroit, le pont Angell's traversait la rivière Don. Un sentier partait du pont Angell's vers le sud jusqu'à la péninsule et au phare.
Le principal quartier commerçant de la ville était constitué des rues King et Front, la rue Yonge le limitant à l'ouest et le pont Don le limitant à l'est. On trouvait cependant de nombreuses résidences privées à l'ouest de York, sur les rues Yonge, Front et Lot, et jusqu'à la garnison à l'ouest. En comparaison, le site d'origine de la ville n'était pas encore complètement développé au moment où elle a été constituée. Les édifices du Parlement, détruits en 1813 par la guerre, puis par un incendie, furent déplacés vers l'ouest, contribuant ainsi à attirer les habitants vers l'ouest. La ville se développa pleinement jusqu'à la rue York à l'ouest, avec quelques zones bâties à l'ouest jusqu'à Peter. Au nord de la rue Lot, l'avenue Spadina était déjà tracée au nord, ainsi que les deux axes nord-sud qui allaient devenir l'avenue University. Cent cinquante acres (61 ha) de terrain avaient été achetés en 1825 pour accueillir le campus du King's College, aujourd'hui l'Université de Toronto, à l'extrémité nord des rues.
Les conditions de vie étaient plus difficiles dans plusieurs secteurs. « Macaulaytown » (du nom du garde forestier de la Reine à qui avait été attribué le parc), un bidonville où vivaient de nombreux immigrants pauvres, se trouvait au nord de Lot et à l'ouest de Yonge. Les squatteurs vivaient une existence précaire le long de la rivière Don et au bord du lac. Les conditions étaient mauvaises des deux côtés de Church Street, dans les ruelles. La pire était réputée pour se trouver à Henrietta Lane, près de King, à l'ouest de Church Street, au sud de Market (aujourd'hui Wellington), qui fut en 1832 le foyer d'une épidémie de choléra. Pearson se souvient que cette ruelle boueuse et sale abritait quelques baraques habitées par des veuves qui élevaient des vaches. Les vaches étaient conduites chaque jour au pâturage de la garnison. Deux étables se trouvaient également à proximité, ce qui rendait le quartier « odorant » à son avis. Le quartier autour d'Henrietta fut finalement débarrassé du bidonville, son extrémité nord, sur King, fut d'abord fermée, et le quartier réaménagé autour de la nouvelle rue Colborne. La rue March (aujourd'hui Lombard) était également réputée pour son caractère hostile et son quartier chaud.
À mesure que la ville se développait, la prévention des incendies devint plus importante. À partir de 1820, les maisons furent obligées d'avoir deux seaux en cuir sur leur façade. En cas d'alarme incendie, une file de citoyens, allant de la baie jusqu'au bâtiment en feu, se passaient les seaux. En 1826, la première compagnie de pompiers fut inaugurée et une caserne fut construite rue Church. Des soldats du Fort York voisin participèrent également à la lutte contre les incendies en cas de besoin.
Il n'existait pas de force de police officielle. Les citoyens valides étaient tenus de se présenter en service de nuit comme agents spéciaux pendant un nombre fixe de nuits par an, sous peine d'amende ou d'emprisonnement, dans le cadre d'un système appelé « garde et surveillance ». Le premier commissariat de police fut ouvert en 1826, ouvert uniquement de 11 h à 14 h, sauf le dimanche, le jour de Noël et le Vendredi saint. Le nombre d'agents était de onze en 1810, vingt en 1820 et douze en 1830.
Une importante épidémie de choléra sévit dans le Haut-Canada de 1832 à 1834. York en connut deux, en 1832 et 1834. Environ 1 000 personnes moururent lors de ces deux épidémies. La maladie, mal comprise à l'époque et causée par des aliments ou de l'eau contaminés, était extrêmement contagieuse. Le nombre de patients submergea l'hôpital et des hangars spéciaux durent être construits à proximité pour les héberger.

## Gouvernement et politique
Le Haut-Canada fut dotée d'une législature bicamérale. La chambre haute, le Conseil exécutif du Haut-Canada, était nommée par le lieutenant-gouverneur du Haut-Canada et servait ce dernier. La chambre basse, ou Assemblée législative, était élue par les différents districts. York était située dans le district de Home, et le conseil du district de Home était responsable des affaires municipales de York.

### Family Compact
Le Family Compact était un petit groupe fermé d'hommes qui exerçaient la majeure partie du pouvoir politique, économique et judiciaire dans le Haut-Canada des années 1810 aux années 1840. Plusieurs d'entre eux étaient membres du Conseil exécutif. Ce groupe était réputé pour son conservatisme et son opposition à la démocratie.
Le Haut-Canada ne possédait pas de noblesse héréditaire. À sa place, les membres éminents de la bureaucratie haut-canadienne, le Conseil exécutif et le Conseil législatif du Haut-Canada, constituaient l'élite du Pacte. Ces hommes cherchaient à consolider leur position personnelle au sein de dynasties familiales et à acquérir toutes les marques de la noblesse. Ils utilisaient leurs fonctions gouvernementales pour étendre leurs activités commerciales et spéculatives.
Le cœur du Pacte était York. Son membre le plus important était le révérend John Strachan ; nombre des autres membres étaient ses anciens élèves ou des personnes qui lui étaient apparentées. Un autre membre éminent du Pacte était Sir John Beverley Robinson (en), qui fut juge en chef du Haut-Canada pendant 34 ans à partir de 1829. Les autres membres étaient pour la plupart des descendants de loyalistes de l'Empire-Uni ou de récents colons britanniques de la classe supérieure, comme la famille Boulton, constructeurs de la Grange.

### Opposition réformiste
L'activité réformiste émergea dans les années 1830, lorsque ceux qui souffraient des abus du Family Compact commencèrent à imiter les formes organisationnelles du mouvement réformiste britannique et créèrent des unions politiques sous la direction de William Lyon Mackenzie. Ces unions avaient obtenu le Great Reform Act de 1832, qui élimina une grande partie de la corruption politique du système parlementaire anglais. Parmi les personnalités politiques réformistes de la ville figuraient James Lesslie (en), libraire et fondateur du Toronto Mechanics' Institute (en), de la Bank of the People (en) et de la House of Refuge & Industry ; Jesse Ketchum (en), député de la ville à l'Assemblée législative ; le Dr Thomas David Morrison (en), fondateur de l'Upper Canada Political Union et maire de la ville en 1836 ; et William O'Grady, éditeur du journal réformiste The Correspondent.

### Conflit politique

#### Émeutes des types, 1826
En 1826, lors de l'« émeutes des types (en) », l'imprimerie de William Lyon Mackenzie fut détruite par les jeunes avocats de la Juvenile Advocate's Society, avec la complicité du procureur général, du solliciteur général et des magistrats de Toronto.
Mackenzie avait publié une série de satires sous le pseudonyme de « Patrick Swift, neveu de Jonathan Swift » afin d'humilier les membres du Family Compact candidats au conseil d'administration de la Banque du Haut-Canada (en), et en particulier Henry John Boulton (en), le solliciteur général. Les articles de Mackenzie eurent du succès, et ils perdirent le contrôle. Pour se venger, ils pillèrent la presse de Mackenzie et jetèrent les caractères dans le lac. Les « avocats des mineurs » étaient les élèves du procureur général et du solliciteur général, et l'acte fut commis en plein jour devant William Allan (en), président de la banque et magistrat. Ils ne furent jamais inculpés, et Mackenzie fut chargé d'intenter une action civile.
Selon l'historien Paul Romney, l'émeute des types a trois implications. Premièrement, il soutient que l'émeute illustre comment les autojustifications de l'élite contournaient régulièrement la primauté du droit qu'elle présentait comme sa mission loyaliste. Deuxièmement, il a démontré que les dommages et intérêts importants obtenus par Mackenzie dans sa poursuite civile contre les vandales ne reflétaient pas la solidité de l'administration de la justice pénale dans le Haut-Canada. Enfin, il voit dans l'émeute des types « le germe de la rébellion », plus profondément que les auteurs précédents qui la considéraient simplement comme le début d'une querelle très personnelle entre Mackenzie et le Family Compact. Romney souligne que le harcèlement personnel de Mackenzie, l'« outrage », a servi de paratonnerre évacuer le mécontentement, car de nombreux Haut-Canadiens avaient été victimes d'abus endémiques similaires et avaient donc identifié leur destin politique au sien.
Voir aussi : Mackenzie' own account

#### Émeutes électorales, 1832
Encouragé par les importantes manifestations de soutien public qui ont suivi sa réélection en janvier 1832, Mackenzie convoqua une assemblée publique à York le 23 mars, face à une opposition de plus en plus organisée et à des menaces de violence. Partisans et opposants de Mackenzie se rassemblèrent devant le palais de justice à midi, lorsque le shérif William Botsford Jarvis (en) confia la présidence de l'assemblée au Dr Dunlop, de la Canada Company, plutôt qu'au député réformiste Jesse Ketchum (en), choisi la majorité réformiste. Les conservateurs s'empressèrent alors de lever l'assemblée, adoptant une résolution en faveur de l'administration coloniale et ajournant la séance.
Entre-temps, les partisans de Mackenzie s'étaient rassemblés à l'ouest, devant la prison, où ils s'employèrent à adopter leurs propres résolutions. Ketchum, Mackenzie, Morrison et d'autres se tenaient dans un chariot pour s'adresser à la foule, lorsque vingt membres de l'Ordre d'Orange s'en emparèrent, les projetant dans tous les sens. Pour tenter d'apaiser la tension grandissante, le shérif Jarvis rassembla les partisans du gouvernement en un défilé de 1 200 personnes, qui se rendit à la résidence du gouvernement, dans l'ouest de la ville, pour acclamer le lieutenant-gouverneur Colborne, avant de regagner la place du Marché. En repassant devant le palais de justice, ils furent rejoints par un groupe portant une effigie de Mackenzie, qui se dirigea vers le bureau de l'avocat, rue Church, qu'ils commencèrent à la lapider. Après avoir brûlé l'effigie de Mackenzie, une escarmouche générale éclata lorsque les imprimeurs, terrifiés, tirèrent un coup de semonce au-dessus de la foule. Une émeute s'ensuivit qui dura toute la nuit.

#### Convention générale des délégués, 1834
Mackenzie rentra à Toronto de son voyage à Londres la dernière semaine d'août 1833, constatant que ses appels au Parlement britannique s'étaient avérés inefficaces. Lors d'une réunion d'urgence des réformistes, David Willson, chef des Children of Peace (en), proposa d'étendre le processus de nomination des membres de la Chambre d'assemblée, entamé dans leur circonscription de Hope (en), au nord de Toronto, aux quatre circonscriptions de York (aujourd'hui la région de York), et d'établir une « Convention générale des délégués » de chaque circonscription afin d'établir un programme politique commun. Cette convention pourrait alors devenir le noyau d'une « convention permanente » ou d'un parti politique – une innovation encore inconnue dans le Haut-Canada. L'organisation de cette convention servit de modèle à la « Convention constitutionnelle » organisée par Mackenzie pour la Rébellion de 1837, à laquelle plusieurs de ces mêmes délégués devaient participer.
Le congrès se tint dans l'ancien palais de justice le 27 février 1834, réunissant des délégués des quatre circonscriptions de York. La semaine précédente, Mackenzie publia l'appel de Willson en faveur d'une « convention permanente » (parti politique). Le jour même, les Enfants de la Paix menèrent une « Grande Procession » avec leur chorale et leur orchestre (le premier orchestre civil de la province) jusqu'à l'ancien palais de justice. David Willson fut le principal orateur devant le congrès et « il s'adressa à l'assemblée avec force et efficacité ». Le congrès désigna quatre candidats réformistes, qui furent tous élus. Le congrès ne parvint cependant pas à créer un parti politique, préférant former une nouvelle Union politique.

#### Incorporation de la ville de Toronto, 1834
En 1833, plusieurs réformateurs de premier plan avaient adressé une pétition à la Chambre pour que la ville soit incorporée, ce qui aurait également rendu le poste de magistrat électif. L'Assemblée, contrôlée par les conservateurs, peinait à trouver un moyen de créer un système électoral légitime qui pourrait néanmoins minimiser les chances d'élection des réformateurs. Le projet de loi, adopté le 6 mars 1834, proposait deux conditions de propriété différentes pour voter. Une condition plus élevée était prévue pour l'élection des échevins (qui feraient également office de magistrats), et une condition plus faible pour les conseillers municipaux. Deux échevins et deux conseillers municipaux seraient élus par quartier. Ce corps électoral relativement large était compensé par une condition beaucoup plus élevée pour l'élection aux fonctions publiques, ce qui limitait essentiellement l'élection aux personnes fortunées, à l'instar de l'ancienne Cour des sessions trimestrielles qu'elle remplaçait. Le maire était élu par les échevins parmi eux, et une distinction claire était établie entre les propriétaires fonciers qui occupaient les fonctions de magistrats à part entière et les autres. Seuls 230 des 2 929 hommes adultes de la ville remplissaient ces conditions strictes de propriété. Cependant, le Family Compact – et son député, le shérif William B. Jarvis – s'aliéna une grande partie des ouvriers du bâtiment de la ville à la fin de 1833. Privés de salaire, ils organisèrent la première grève de Toronto (en). Jarvis les fit arrêter et bloqua l'adoption de lois visant à protéger leur salaire. Il en résulta une victoire écrasante lors des premières élections municipales. Le premier maire de la nouvelle ville de Toronto fut William Lyon Mackenzie.

## Population
La population de York était principalement originaire des îles Britanniques (Écosse, Angleterre, Pays de Galles et Irlande), avec quelques autres colons européens (Français, Allemands et Hollandais). York étant une ville de garnison, un ou plusieurs régiments des troupes impériales y étaient stationnés. Les officiers étaient considérés comme une acquisition pour la société, et « nombre des belles filles d'York épousèrent ces braves gens ».
La ville accueillit une vague d'immigrants anglais à la fin des années 1820. En 1826, la population était de 1 700 habitants, de 2 860 en 1830 et de 9 254 en 1834.